# Friedrich Wilhelm Markull
Friedrich Wilhelm Markull (* 17. Februar 1816 in Reichenbach bei Elbing; † 30. April 1887 in Danzig) war ein deutscher Organist, Pianist und Komponist.

## Leben
Ersten Musikunterricht erhielt Markull von seinem Vater und dem Organisten Karl Kloss. Später studierte er in Dessau bei Friedrich Schneider. 1836 wurde er Organist der Marienkirche in Danzig. Hier wirkte er unter anderem als Leiter des Gesangvereins und als Kritiker.
Markull wurde 1851 der Titel eines Königlichen Musikdirektors verliehen.

## Werke (Auswahl)

### Oratorien
- Johannes der Täufer (1845 Danzig)
- Das Gedächtniß der Entschlafenen op. 34 (1847 Danzig, 1856 Kassel unter Louis Spohr)

### Opern
- Maja und Alpino oder Die bezauberte Rose (1843 Danzig)
- Der König von Zion (1850 Danzig), Grosse historisch-romantische Oper in vier Aufzügen, Libretto: Julius Frank.  Historischer Hintergrund der Oper sind die Ereignisse um Jan van Leiden und das Täuferreich von Münster mit der Belagerung und der Hungersnot in der Stadt.[1]
- Das Walpurgisfest (1855 Danzig)

### Sinfonien
- Sinfonie D-Dur (1845 Leipzig, Gewandhaus)
- Sinfonie c-Moll (1856)

### Werke für Orgel
- Album pour l’orgue, melodium ou physharmonica. Douze Morceaux caractéristiques op. 82
- Album für Orgelspieler. 24 Choral-Vorspiele und figurierte Choräle op. 123
- Choralbuch zum neuen Danziger Gesangbuch, 2 Bde., Danzig 1845